# الدوري البلغاري الممتاز 1997-98
الدوري البلغاري الممتاز 1997-98 (بالبلغارية: „А“ група 1997/98)‏ هو الموسم 74 من الدوري البلغاري الممتاز. أشرف على تنظيمه اتحاد بلغاريا لكرة القدم، وكان عدد الأندية المشاركة فيه 16، وفاز فيه نادي ليتكس لوفتش.